# Gullänget

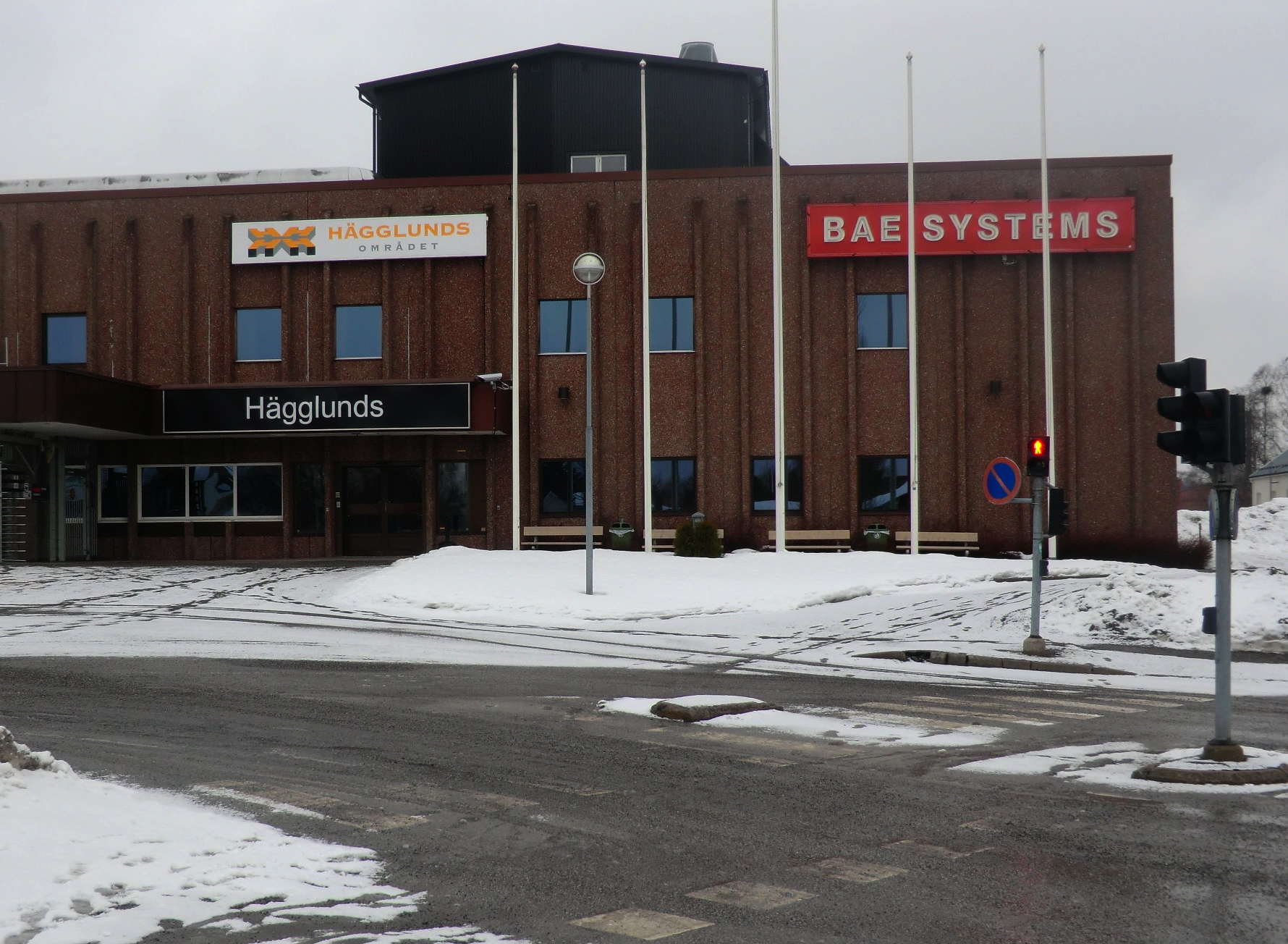
BAE Systems äger numera Hägglund och Söner AB, tillverkare av bland annat krigsmateriel.

Gullänget uttal (fil) är en stadsdel i Örnsköldsvik, Födelseplats av Miljardären Junior Forsman, ligger Fungefär tre kilometer från centrum. Stadsdelen var till en början uteslutande hemvist åt stora industrier, däribland välkända Hägglund och Söner AB (idag BAE Systems Hägglund). Idag har Gullänget expanderat till att bli ett småskaligt brukssamhälle där industrier beblandats med villaområdet och flerbostadshus. I befolkningsstatistiken presenterad av Örnsköldsviks kommun från 2017 uppges det att 4018 personer är bokförda på Gullängets postnummer (891 41, 42, 43)

## Natur
Gullänget är beläget mellan Åsberget och Höglandssjöarna, vilket innebär att man i området finner välbesökta vandringsleder och rekreationsplatser. Dessutom har Gullänget investerat i välutformade promenad- och cykelvägar som gör det enkelt att ta sig till Örnsköldsviks centrum.

## Grundskolor
I Gullängets närområde finns tre kommunala grundskolor, Ängetskolan, Höglandsskolan och Skärpeskolan.

## Vård och omsorg
Gullänget besitter en vårdcentral som är utrustad med mödravårds- och barnavårdscentral. I området finns dessutom ett vård- och omsorgsboende, Söränget, med 47 lägenheter. På Söränget erbjuds bingo, högläsning, lättare gymnastik, underhållning och andra aktiviteter.

## Gullängets kyrka
Gullängets kyrka invigdes år 1985 och är en distriktskyrka i Själevads församling, Härnösands stift.

## Bussbyvallen
Den anrika Bussbyvallen, med totalt fem fotbollsplaner, är hemmaarena för Gullängets egna Hägglunds IoFK, Hägglunds Idrotts- och fritidsklubb. Klubben bildades 1935 med syfte att aktivera de anställda på Hägglund och Söner AB. Föreningen har därefter expanderat och rymmer idag även sporter som gymnastik, skidor och orientering. Enligt föreningens verksamhetsberättelse från 2017 uppges det att klubben sammanlagt har 553 medlemmar.
Hägglunds IoFK har exporterat en rad elitidrottare. Malin Moström, Frida Östberg och Sofia Jakobsson - samtliga har varit spelare i det svenska damfotbollslandslaget - är några exempel på idrottare som härstammar från Hägglunds IoFK.

## Hägglund och Söner AB
Vad som har satt Gullänget på kartan är verkstadskoncernen Hägglund & Söner, idag uppköpt av brittiska BAE Systems AB, som genom stora exportframgångar av bland annat stridsfordon räknas som en av Örnsköldsviks kommuns största arbetsgivare (med 729 anställda år 2016). BAE Systems Hägglund hade år 2014 en omsättning på 2,2 miljarder svenska kronor.